# August Kiuru
August Kiuru (* 12. Juli 1922 in Gromovo; † 23. Februar 2009 in Hartola) war ein finnischer Skilangläufer.

## Werdegang
Kiuru, der anfangs für Imatran Jyske und später für den Tainionkosken Urheilijoita und den Lahden Hiihtoseura startete, gewann bei den Finnischen Meisterschaften 1946 seinen ersten nationalen Titel über die 30-km-Einzeldistanz. Auch 1948 sicherte er sich diesen Erfolg. Bei den Lahti Ski Games wurde er 1945 Dritter und 1948 Zweiter über 18 km. Im Jahr 1947 errang er bei den Svenska Skidspelen den dritten Platz über 18 km und den ersten Platz über 50 km. Bei den Olympischen Winterspielen 1948 in St. Moritz, die zugleich auch als Nordische Skiweltmeisterschaften galten, gewann Kiuru gemeinsam mit Lauri Silvennoinen, Teuvo Laukkanen und Sauli Rytky die Silbermedaille im Staffelrennen, nachdem er sich im Einzelrennen als Siebenter bereits gut platzieren konnte. Zwei Jahre später gewann Kiuru seinen dritten nationalen Einzeltitel. Wenig später startete er bei den Nordischen Skiweltmeisterschaften 1950 in Lake Placid. Im Einzelrennen über 18 km verpasste er nur knapp eine Medaille und wurde Vierter. Mit der Staffel konnte er sich schließlich Bronze sichern. Nachdem er zu den Olympischen Winterspielen 1952 in Oslo nicht antrat, konnte er bei den Nordischen Skiweltmeisterschaften 1954 im schwedischen Falun den Weltmeistertitel mit der Staffel sowie Bronze hinter im Einzelrennen hinter seinen beiden Landsleuten Veikko Hakulinen und Arvo Viitanen. Sein letztes großes internationales Turnier bestritt er mit den Olympischen Winterspielen 1956 in Cortina d’Ampezzo. Dort gewann er acht Jahre nach St. Moritz ein weiteres Mal Silber mit der Staffel. Im Einzelrennen musste er früh abreißen lassen und lief als 21. ins Ziel.
Nach dem Ende seiner aktiven Karriere arbeitete Kiuru von 1958 bis 2005 als Servicetechniker des finnischen Skilanglauf-Teams. Zudem war er als Skientwickler und Produktmanager für die Skiproduktion von Järvinen, Karhu und Peltonen aktiv.
2012 wurde ein Interview von Kiuru veröffentlicht, in dem er zugibt gemeinsam mit Teammitgliedern der Finnischen Mannschaft aktiv mit Hilfe von Pervitin gedopt zu haben.